# Johannes Bieler
Johannes Bieler (* 16. Juni 1935 in Danzig; † 4. Juli 2014 in Hude) war ein deutscher Geistlicher und Apostolischer Visitator.

## Leben
Bieler wurde am 2. Februar 1961 zum Priester des Bistums Münster geweiht. Nach Kaplansjahren in Rheine und Duisburg-Rheinhausen kam er 1965 als Pfarrrektor auf die Insel Wangerooge. 1969 wurde er Militärpfarrer in Emden und 1971 in Wilhelmshaven. In der Zeit bis 1977 war er auf vielen Marineschiffen als Seelsorger an Bord.
Von 1977 bis 2004 wirkte Bieler als Seemannspastor in Bremen, Bremerhaven sowie in den oldenburgischen Weserhäfen Elsfleth, Brake und Nordenham. Bis 1986 war er zudem Landespolizeiseelsorger in Bremen.
1986 ernannte Papst Johannes Paul II. Bieler zum Päpstlichen Ehrenprälaten sowie zum Apostolischen Visitator für Priester und Gläubige der Diözese Danzig mit Sitz in Bremen. 2010 trat er von diesem Amt zurück.

## Ehrungen
- 1998: Bundesverdienstkreuz 1. Klasse